# Frédéric Carbonne
Frédéric Carbonne est un journaliste et présentateur français de radio.

## Biographie
Frédéric Carbonne est originaire de Tarascon sur Ariège, fils d’un médecin rural. En 1989 il obtient un diplôme du Centre de Formation des Journalistes de Paris. Il est aussi diplômé de l’Institut d’Études Politiques de Paris.

### Débuts à Radio France
Frédéric Carbonne commence sa carrière en tant que stagiaire à Radio France. En 1991, il travaille à la rédaction de France Culture et France Musique et devient reporter à France Inter en 1993.
De 1999 à 2006, Frédéric Carbonne présente le journal de 18 heures sur France Culture. En Septembre 2006, il devient rédacteur en chef adjoint de la rédaction de France Culture et présente chaque samedi un reportage de vingt minutes réalisé par des journalistes de la rédaction.

### Carrière à France Info
En 2007, Frédéric Carbonne devient rédacteur en chef de France Info, puis chef des informations en 2010.
En 2013, il est nommé correspondant permanent aux États-Unis, en remplacement de Fabienne Sintes,. De retour en France, il anime d’abord la tranche 22h-00h puis 21h-00h sur France Info avant de devenir, en 2018, présentateur principal de la tranche 12h-14h. Jean-Philippe Baille, nouveau directeur de France Info, a "insisté sur l’incarnation" et essaye alors "de générer plus un climat de bienveillance et de confiance".
Pendant la crise sanitaire du COVID-19, en 2020, dans le cadre de la grille adaptée pour faire face aux contraintes sanitaires, il assure les cinq heures de la tranche d’information de la mi-journée, de 10h à 15h.
En 2022 et 2023, il anime régulièrement sur France Info une déclinaison du 12/14 sous forme d'émission délocalisée nommée "L’Empreinte Carbon(n)e", reconduite pour la saison 2023 partage toutes les deux semaines le témoignage des citoyens concernés par le changement climatique.